# Eduardo Montes Bradley
Eduardo Montes-Bradley (Córdoba, 9 de julio de 1960) es documentalista y escritor argentino-estadounidense.
Los documentales de Montes-Bradley han sido exhibidos en la selección oficial de festivales de cine en Argentina y en otras partes del mundo. Documentales tales como Samba en los pies cuentan con el reconocimiento de los departamentos de Estudios Afroestadounidenses, y se encuentran archivados en bibliotecas universitarias de Estados Unidos, formando parte de la curricula de programas académicos. Suelen exhibirse en centros y eventos culturales como la Feria del Libro de Frankfurt. Montes-Bradley es miembro de la comisión directiva del African American Heritage Center, y miembro del Comité Asesor Internacional de la UNESCO, Cátedra de Aprendizaje Global y Educación Ciudadana Global. Montes-Bradley reside en Charlottesville (Virginia), donde se desempeña como consultor de medios audiovisuales en la Universidad de Virginia, y como productor fotográfico y director documental para Heritage Film Project.
Sus filme más recientes fueron Black Fiddlers con Rhiannon Giddens y Daniel Chester French: American Sculptor. Actualmente, Montes-Bradley trabaja en The Piccirilli Factor, sobre la familia de escultores italianos que contribuyeron al Lincoln Memorial. 

## Biografía
Montes-Bradley nació en Córdoba, Argentina. El apellido Montes-Bradley tiene origen en la unión de dos de sus antepasados: Juan A. Montes Ziegler, de ascendencia gallega y alemana, y Elvira Bradley, descendiente de Thomas Osgood Bradley, de Haverhill, Massachusetts. En 1961 la familia se trasladó a Rosario, Argentina. Hacia 1965 ya estaban viviendo en Buenos Aires. El ambiente cultural en la capital, y la relación de la familia con las artes, particularmente a través del sello familiar Discos Qualiton fundado por su padre e Iván R. Cosentino, fueron cruciales en los años de formación. Montes-Bradley asistió a la escuela pública y fue educado agnóstico en un entorno progresista. En 1973 Montes-Bradley ingresa al Colegio Nacional Nicolás Avellaneda.
Con posterioridad al golpe militar del 24 de marzo de 1976, Montes-Bradley se radica en Nueva York, desde donde se desempeña como corresponsal para El Heraldo del Cine y The Hollywood Reporter. Durante esta etapa Montes-Bradley conoce y entrevista a Jack Valenti, Menahem Golan, Lalo Schifrin y Umberto Eco, entre otros. Su primera contribución a la realización del cine se remonta a Man maste ju leva, de Margareta Vinterheden, de Suecia, en 1978. En los inicios de la década de los ochenta, Montes-Bradley se desempeña como asistente de edición y editor en documentales relacionados con los conflictos de índole militar en Nicaragua y El Salvador. Los documentales vinculados a la guerra civil en El Salvador fueron producidos por representantes del llamado Colectivo Radio Venceremos. Hacia 1984 Montes-Bradley reside en California y se desempeña como editor de la revista mensual The Entertainment Herald. En 1986, Montes-Bradley ocupaba el cargo de Director Internacional de Licencias en la distribuidora y productora de cine Filmtrust Motion Picture Licensing, propiedad de Marco Colombo y Christian Halsey-Solomon. En 1989 Montes-Bradley en contratado por la firma Reivaj Films, S.A. para escribir, producir y dirigir el filme Double Obsession, un thriller protagonizado por Maryam d'Abo, Margaux Hemingway, Scott Valentine y Frederick Forrest que fue comercializado por Columbia TriStar. En 1995 Montes-Bradley se casó con Sandra Ballesteros. En 1997 Montes-Bradley regresa al cine documental en castellano con Soriano, documental biográfico fundamentado en el exilio del periodista y escritor argentino Osvaldo Soriano. Soriano se convierte en el primero de una serie de retratos realizados por Montes-Bradley para la serie Contrakultura Films que incluye escritores, artistas plásticos, filósofos y dramaturgos. Montes-Bradley ha sido señalado como el autor homónimo del personaje ficticio Diana Hunter, directora ciega del filme Testigo del siglo, con Ismael Viñas y Rita Clavel, quien junto a Martín Caparrós recorrió el sendero de Hernán Cortés en México, durante el rodaje del film Crónicas Mexicas. El número actual de seudónimos y homónimos utilizados por Montes-Bradley es incierto.

## Filmografía
Director

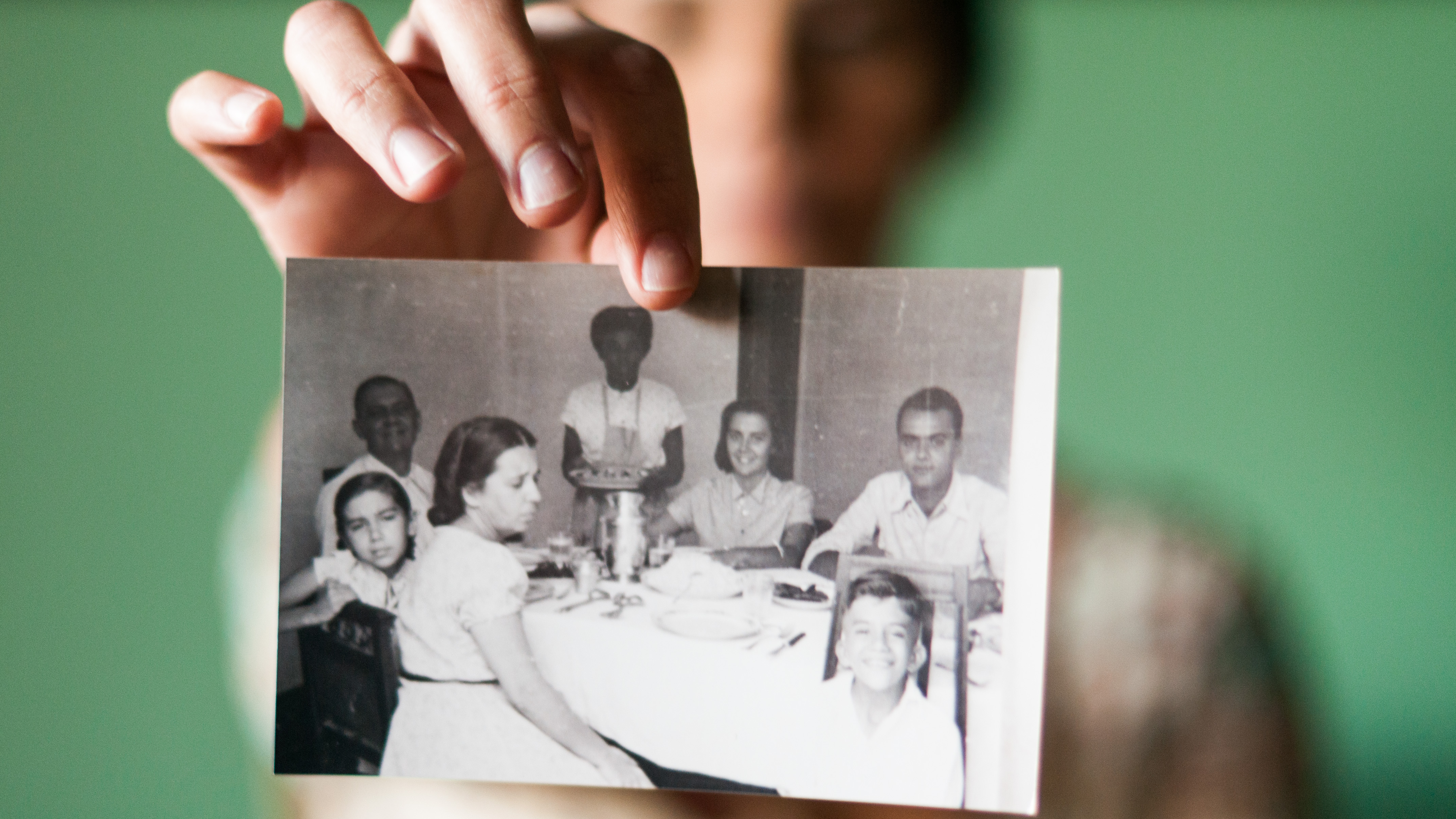
Fotograma de Lisboa.

 La filmografía de Montes Bradley se compone principalmente de ensayos documentales en torno a figuras académicas consagradas en las ciencias y las humanidades. La serie incluye documentales realizados en torno a temas vinculados a la historia de la Universidad de Virginia, producidos por Heritage Film Project. La colección se origina con un retrato o ensayo biográfico sobre Jared Loewenstein, fundador y curador de la Jorge Luis Borges Collection, sobre su experiencia personal y su relación con el autor de El Aleph.

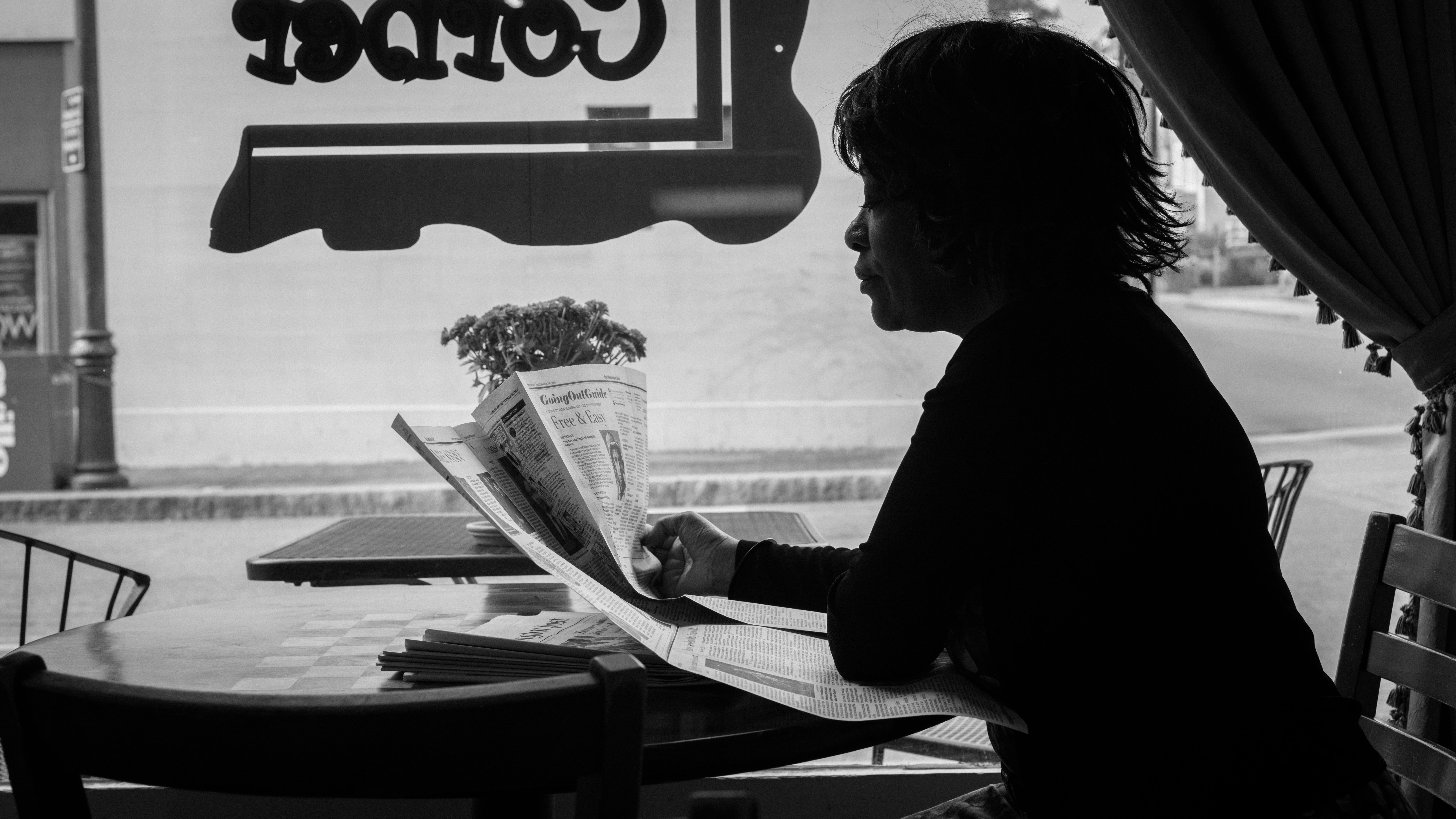
Fotograma de Rita Dove: An American Poet

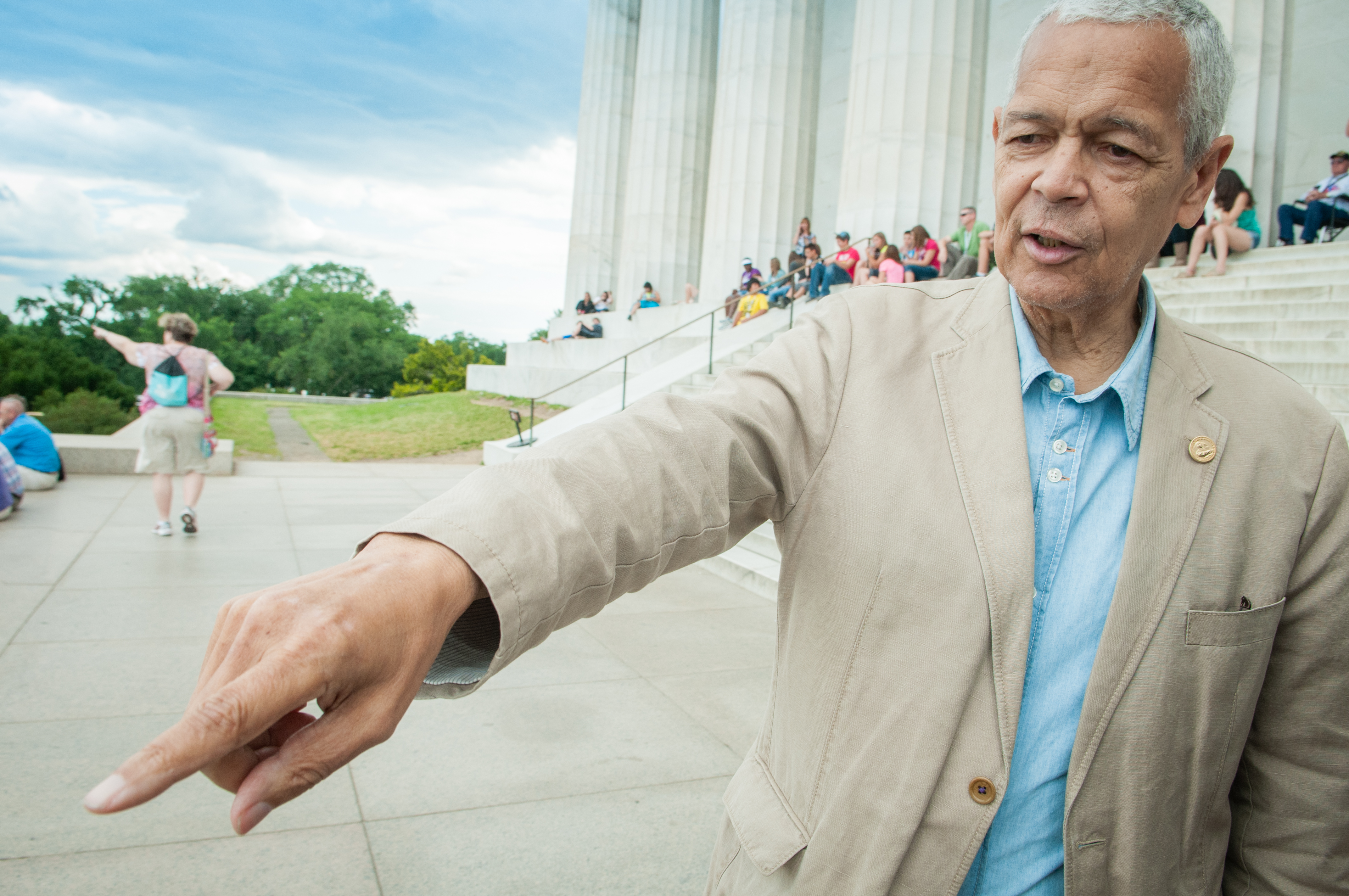
Julian Bond en la escalinata del Lincoln Memorial

- Daniel Chester French: American Sculptor (Estados Unidos, 2022). Sobre la obra y vida del escultor del Lincoln Memorial.
- Black Fiddlers (Estados Unidos, 2021) Historia del legado musical de violinistas afroamericanos. Con la colaboración de Rhianon Giddens.
- The Other Madisons (Estados Unidos, 2020) Historia de los descendientes afroamericanos del presidente James Madison.
- Buscando a Tabernero (Estados Unidos-Argentina, 2020)
- Alice (Estados Unidos, 2020) Documental biográfico sobre la compositora y directora de coros Alice Parker.
- Diálogo y humedad (Estados Unidos, 2018)
- Lankes: Grabador Yankee en Virginia (Lankes: Yankee Printmaker in Virginia; Estados Unidos, 2017)
- Monroe Hill Documental expositivo sobre James Monroe en tiempos de la Revolución Francesa
- Unearthed and Understood. Trabajo documental realizado a pedido de la Comisión Presidencial de Estudios sobre Esclavismo en la Universidad de Virginia.
- Rita Dove: An American Poet[26]
- Julian Bond: Reflections from the Frontlines of the Civil Rights Movement.[27][28]
- White: A Season in the Life of John Borden Evans
- Saavedra: entre Berlín y un lugar llamado Peixoto (Estados Unidos-Brasil, 2012) Documental biográfico sobre la escritora brasilera Carola Saavedra.
- Lisboa (Estados Unidos-Brasil, 2012) Documental biográfico sobre la escritora brasilera Adriana Lisboa.
- Waissman (2010)
- Calzada: restauración de La Habana (Estados Unidos, 2009)
- La ventana de León Rozitchner (Argentina, 2008)
- Che: Rise & Fall (2006)
- Samba on Your Feet (Estados Unidos-Brasil, 2005).
- Deira (2005)
- Una cierta mirada (Argentina, 2004)
- American Manifesto (Estados Unidos, 2004)
- Deliciosas perversiones polimorfas (Argentina, 2004)
- Ismael Viñas (2003)
- Los cuentos del timonel (2001)
- Harto The Borges (Argentina, 2000)
- Soriano (1998)
- El sekuestro (1997)
- Amor equivocado (video musical) (Estados Unidos, 1994). Sobre un tema musical de Fabiana Cantilo.

Intérprete
- El gran simulador (2006), como él mismo

Producción
- Crónicas bolivianas (2018)
- Yo y el tiempo (2005)
- El hombre invisible (2005)
- Samba on your feet (2005)
- Negro sobre blanco (2004)
- Dirigido por...  (2004)
- Jorge Riestra (2004)
- Las memorias del señor Alzheimer (2004)
- En el nombre del padre (2004)
- Planeta Bizzio (2003)
- Ismael Viñas (2003)
- La otra orilla (2003)
- Saludablemente en pelotas (2003)
- Espléndida decadencia (2002)
- La célula fugitiva (2002)

Camarógrafo
- Crónicas bolivianas (2018)
- El gran simulador (2006)

Guionista
- Crónicas bolivianas (2018)
- El gran simulador (2006)
- Ismael Viñas (2003)
- Soriano (1998)
- El sekuestro (1997)

Director de fotografía
- Crónicas bolivianas (2018)
- El gran simulador (2006)

Montaje
- La noche unánime (Estados Unidos, 2018)
- El guardián de Borges (Estados Unidos, 2012)
- El gran simulador (2006)
- Le Mot Just (2004)
- En el nombre del padre (2004)
- Planeta Bizzio (2003)
- Ismael Viñas (2003)
- La otra orilla (2003)
- Saludablemente en pelotas (2003)
- Espléndida decadencia (2002)
- La célula fugitiva (2002)
- Libertad (Freedom; Estados Unidos, 1986)

## Periodismo
Montes-Bradley contribuye artículos en las siguientes publicaciones: El País, Babelia, Les cinemas de la Amerique Latine, de la Association Rencontres Cinémas d'Amérique Latine de Toulouse, de Francia; La Jornada, de México; la revista mensual Latinoamérica e Tutto il Sud dell Mondo, de Italia; y en Argentina en las revistas literarias Esperando a Godot, Revista Lote, el suplemento Radar de Página/12, El amante de cine, Diario Perfil, Revista Ñ, Crítica de Argentina y La Nación. Montes-Bradley fue además colaborador frecuente del blog Nación Apache.

## Fotografía
Los trabajos fotográficos de Montes-Bradley han sido reproducidos en La Nación, The Independent, Deutsche Welle, y Clarín, entre otros periódicos y revistas, y en libros conmemorativos como Escenas de la memoria. La Casa Argentina en la voz de sus antiguos residentes, y Aventura Turnberry Jewish Center 20th Anniversary. Los retratos fotográficos y fílmicos de Montes-Bradley de autoridades consagradas a la ciencia son preservados en la Claude Moore Health Sciences Library, de la Universidad de Virginia, bajo el título "The Eduardo Montes-Bradley Photograph and Film Collection".

## Membresías
Montes-Bradley es miembro de la International Documentary Association (IDA), Phi Theta Kappa, de la Comisión Directiva de la Cátedra UNESCO-UCLA en Educación Global y Ciudadanía, del Comité Ejecutivo del Centro de Estudios Afroamericanos, de The American Association of Teachers of Spanish and Portuguese (AATSP), Sons of the American Revolution (SAR), Association of Personal Historians y del American Club de Buenos Aires.